# سيلفستر جريناواي
سيلفستر جريناواي (9 مايو 1946 في المملكة المتحدة - 15 ديسمبر 2018) (بالإنجليزية: Sylvester Greenaway)‏ هو لاعب كريكت بريطاني. شارك مع Montserrat national cricket team ‏. أما مع النوادي، فقد لعب مع Leeward Islands cricket team ‏.

## وصلات خارجية
- سيلفستر جريناواي على موقع إي آس بي آن كريك إنفو (الإنجليزية)